# HD124598
HD124598 — хімічно пекулярна зоря спектрального класу B8, що має видиму зоряну величину в смузі V приблизно  9,7.
Вона  розташована на відстані близько 676,7 світлових років від Сонця.

## Пекулярний хімічний склад
Зоряна атмосфера HD124598 має підвищений вміст 
Si
.